# Werner Rehm (Schauspieler)
Werner Rehm (* 1934 in Hannover; † 29. März 2025 in Berlin) war ein deutscher Schauspieler.

## Karriere
Rehm absolvierte seine Schauspielausbildung an der Hochschule für Musik und Theater in Hannover. Am Bremer Theater entstanden die ersten Arbeiten mit Klaus-Michael Grüber, Peter Zadek und Peter Stein.
1970 war Werner Rehm Gründungsmitglied der Schaubühne am Halleschen Ufer, Berlin. Von 1996 bis 2000 war er am Deutschen Schauspielhaus Hamburg unter Frank Baumbauer engagiert.
Ab Sommer 2000 war er als freier Schauspieler tätig.